# جان فیلوپونوس
جان فیلوپونوس ((به یونانی: Ἰωάννης ὁ Φιλόπονος)؛ (به انگلیسی: John Philoponus)؛ (به عربی: یحیی النحوی)؛ ۴۹۰ -۵۷۰ پس از میلاد)، که به نام‌های جانِ گرامردان یا جانِ اسکندریه نیز شناخته می‌شد، یک مسیحی و ارسطوشناس و نویسنده شمار قابل توجهی از رسالات فلسفی و آثار مربوط به خداشناسی می‌باشد.نویسنده‌ای قدرتمند و گاه مجادله‌گرا و یک اندیشمند برجسته که در زمان خود بسیار بحث‌انگیز بود، جان فیلوپونوس از سنت ارسطویی-نوافلاطونی دست کشید و متدولوژی ان را زیر سؤال برد و در نهایت به تجربه‌گرایی در علوم طبیعی رسید.
او پس از مرگش توسط کلیسای ارتدکس در سال ۶۸۰-۸۱ به دلیل تفسیر سه‌یزدان‌گرایانه از تثلیث به هرطقه بودن محکوم گشت.
آثار وی از قرن ۱۵ام به بعد، به زبان لاتین در اروپا به گستردگی به چاپ رسیدند. انتقاد وی از ارسطو در تفسیر رساله «فیزیک» ارسطو، تاثیر زیادی بر جیووانی پیکو دلا میراندولا و گالیلئو گالیله که از فیلیوپونوس در آثارش یادکرده‌است، گذارد.

## زندگی
احتمالاً در خانواده‌ای مسیحی متولد شد اما از سال‌های اولیه زندگی‌اش هیچ اطلاعی در دست نیست. فیلوپونوس در مدرسه اسکندریه درس خواند و نشر آثارش را از حدود سال ۵۱۰ آغاز نمود. او شاگرد و گاهی دستیار آموزشی فیلسوف نوافلاطونی، آمونیوس هرمیای بود که در آتن و زیر نظر پروکلس لیکایوس درس خوانده‌بود.